# بحيرة ملاوي
بحيرة ملاوي، وتعرف أيضاً باسم بحيرة نياسا في تنزانيا ولاغو نياسا في موزمبيق، هي إحدى البحيرات العظمى الإفريقية وأقصى بحيرة جنوباً في نظام صدغ شرق إفريقيا، تقع بين مالاوي وتنزانيا وموزمبيق.
تعتبر بحيرة ملاوي رابع أكبر بحيرة للمياه العذبة في العالم من حيث الحجم، وتاسع أكبر بحيرة في العالم من حيث المساحة، وثالث أكبر بحيرة وثاني أعمق بحيرة في أفريقيا. تُعد بحيرة ملاوي موطنًا لأنواع أسماك أكثر من أي بحيرة أخرى في العالم، أعلنت حكومة موزمبيق رسميًا الجزء التابع لها من البحيرة محمية طبيعية في 10 يونيو 2011، بينما في ملاوي، يُدرج جزء منها ضمن منتزه بحيرة ملاوي الوطني.
بحيرة ملاوي هي بحيرة مرومكتية، أي أن طبقات مياهها لا تمتزج. تتم المحافظة على التقسيم الطبقي الدائم لمياه بحيرة ملاوي والحدود المؤكسدة ومستويات نقص الأكسجين في الماء بواسطة تدرجات كيميائية وحرارية صغيرة إلى حد ما.

## مطالعة إضافية
- Mayall، James (ديسمبر 1973). "The Malawi-Tanzania Boundary Dispute". مجلة الدراسات الإفريقية الحديثة. ج. 11 ع. 4: 611–628. DOI:10.1017/S0022278X00008776. S2CID:154785268.
- Recent study on Lake Malawi water levels reveals drought 100,000 years ago
- "Freshwater Fish Species in Lake Malawi (Nyasa) [Southeast Africa]". Mongabay. اطلع عليه بتاريخ 2016-12-09.
- Growing up in a Border District and Resolving the Tanzania-Malawi Lake Dispute: Compromise and concessions, by Godfrey Mwakikagile, African Renaissance Press, 2022